# Włynkowo (przystanek kolejowy)
Włynkowo – zlikwidowany przystanek kolejowy w Włynkowie w województwie pomorskim, w Polsce, na linii kolejowej nr 405, łączącej stację Piła Główna z Ustką.